# Cytheropteron fimbriatum
Cytheropteron fimbriatum is een mosselkreeftjessoort uit de familie van de Cytheruridae. De wetenschappelijke naam van de soort is voor het eerst geldig gepubliceerd in 1915 door Chapman.